# Tetractomia majus
Tetractomia majus är en vinruteväxtart som beskrevs av Joseph Dalton Hooker. Tetractomia majus ingår i släktet Tetractomia och familjen vinruteväxter. Inga underarter finns listade i Catalogue of Life.